# Desenho projetivo

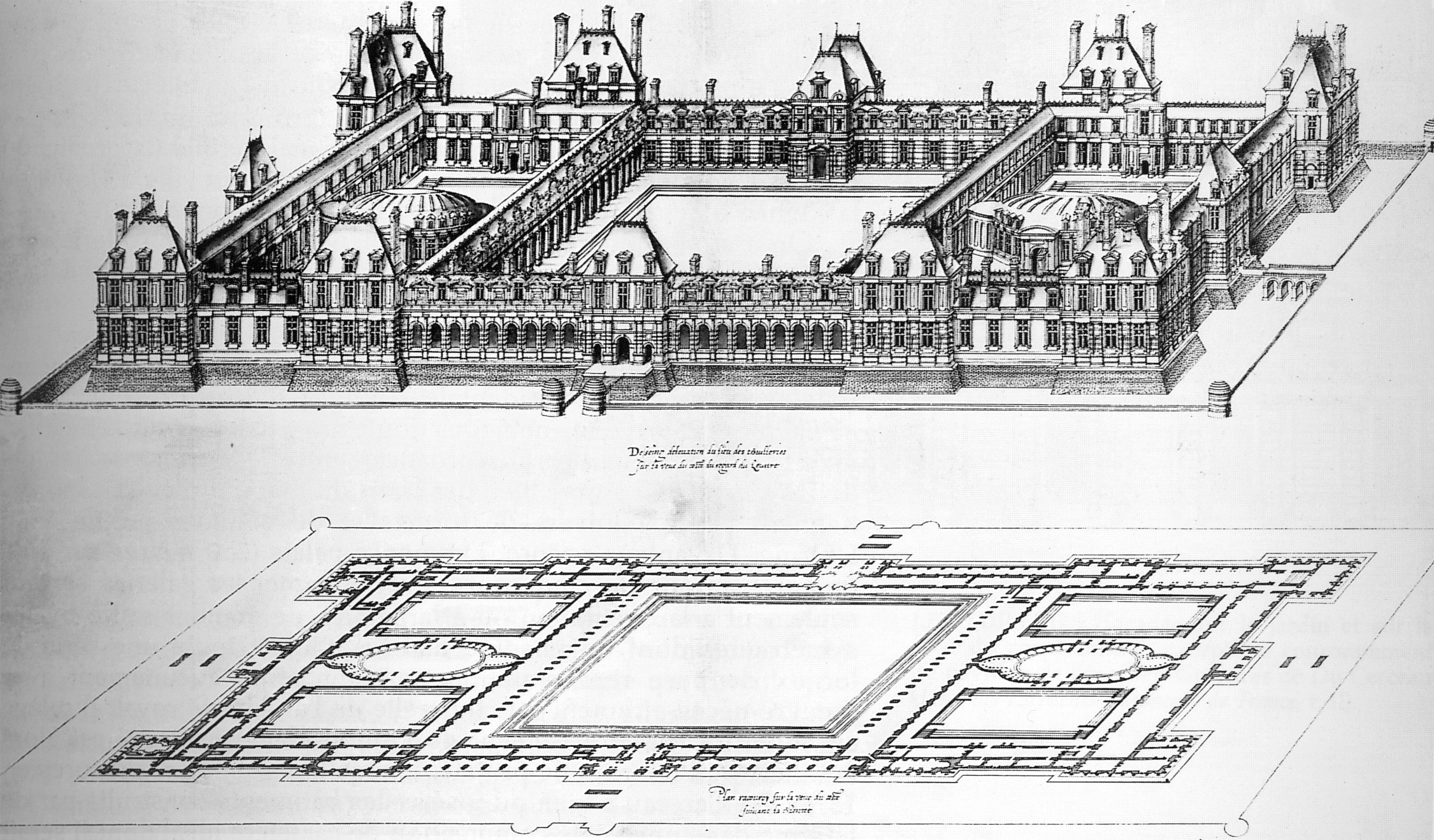
Projeto de Jacques Androuet du Cerceau para o Tuileries (1578-1579).

O Desenho projetivo é o somatório das diversas expressões gráficas que compõem um projeto desde a sua concepção.
São elas:
- O esboço à mão livre, ou rough de memória ou de observação,
- o desenho geométrico,
- as projeções ortogonais do desenho técnico, advindas da Geometria Descritiva,
- as ilustrações em perspectiva,
- as normas técnicas, incluindo o dimensionamento (cotagem), que antecedem a fase de execução.

Toda a teoria projetiva é o fundamento das informações básicas necessárias para a representação da forma. Sendo a linguagem do desenho autônoma, ela necessita de definições específicas, em virtude de suas infinitas possibilidades, em determinados aspectos, e de suas infinitas limitações em outros.